# Linea Archer Avenue
La linea Archer Avenue (in inglese Archer Avenue Line IPA: [ˈɑrʧər ˈævəˌnu ˈlaɪn]) è una linea della metropolitana di New York che serve il quartiere Jamaica del Queens. Concepita come parte del progetto di espansione della rete della MTA denominato Program for Action, venne aperta l'11 dicembre 1988.
Si compone di due linee situate su due diversi livelli e non interconnesse tra loro: la linea IND Archer Avenue, posta al livello superiore e collegata con la linea IND Queens Boulevard, che è utilizzata dalla linea E e la linea BMT Archer Avenue, posta al livello inferiore e collegata con la linea BMT Jamaica, che è utilizzata dalle linee J e Z.

## Percorso
|  | Unknown route-map component "d" | Unknown route-map component "utSTR+l" | Unknown route-map component "d" + Unknown route-map component "lENDE@Gq" |

|  | Unknown route-map component "utv-STR" | Unknown route-map component "utdENDEa" |

|  | Unknown route-map component "d" | Unknown route-map component "utvBHF" + Unknown route-map component "lACC" |

|  | Unknown route-map component "d" | Unknown route-map component "utvBHF" + Unknown route-map component "lACC" |

| Unknown route-map component "d" | Unknown route-map component "utSTRc2" | Unknown route-map component "utACC3" + Unknown route-map component "utSTR~L" | Unknown route-map component "d" + Unknown route-map component "utSTR~R" |

| Unknown route-map component "utdCONTgq" | Unknown route-map component "utSTRr+1" | Unknown route-map component "utdSTRc4" | Unknown route-map component "uhtSTRe" |

|  |  | Unknown route-map component "uhCONTf" |